# Сюрпрайз Морірі
Сюрпрайз Морірі (англ. Surprise Moriri, *20 березня 1980, Матібіді, ПАР) — південноафриканський футболіст, півзахисник «Мамелоді Сандаунз» та національної збірної ПАР.

## Клубна кар'єра
Сюрпрайз Морірі виступав за місцеві команди своєї провінції, а згодом його запросили до відомого в Південній Африці клубу «Платинум Старс», в якому він себе дуже вдало зарекомендував і став основним гравцем . Тому в 2004 році він був запрошений до одного з лідерів південно-африканського футболу «Мамелоді Сандаунз», в якому він також став ключовим гравцем. 
Учасник фінальної частини 19-ого Чемпіонату світу з футболу 2010 в Південно-Африканській Республіці.